# لمشاهب (فرقة)
لمشاهب  هي مجموعة موسيقية مغربية تأسست عام 1972 بالحي المحمدي بمدينة الدار البيضاء، واشتهرت بجرأة نصوصها التي كانت تتطرق للواقع المعيشي للمواطن المغربي ونصرة قضايا دول العالم الثالت، كما كانت توصف بعض قطعها في ذلك الوقت بالإنتقدات اللاذعة لسياسة النظام الحاكم. عرفت لمشاهب بإدخالها لنوع جديد من الموسيقى على الأغنية الملتزمة نجحت من خلاله في المزج بين الهرمونية، تناسق الأداء، براعة العزف، وجمالية اللحن والكلمة مما خول للمجموعة التربع على عرش الظاهرة الغيوانية والاغنية المغربية بامتياز في منتصف السبعينيات حتى أوائل الثمانينيات من القرن العشرين، ونيل احترام نظيراتها من المجموعات التي كانت متواجدة آنذاك بالساحة الفنية كناس الغيوان، جيل جيلالة وتكادة.
في أوج نجوميتها تعرضت المجموعة للمنع من الظهور في التلفزيون بأمر من وزير الداخلية المغربي السابق الراحل ادريس البصري، كما كانت لمشاهب موضوعا لعدد من المضايقات من قبل رجال المخزن الذين لم يكفوا عن إستنطاق المجموعة والاتيان بها إلى مخفر الشرطة ''الأسطوري '' بدرب مولاي الشريف بالدار البيضاء، إلا بعد أن حضيت المجموعة باهتمام الراحل الملك الحسن الثاني سنة 1981.
غنت لمشاهب في جميع ربوع واقاليم المملكة المغربية، كما أحيت سهرات بعدد كبير من الدول العربية والأوروبية، كما اشتغلت بجانب نجوم مرموقين كمارسيل خليفة، الشيخ امام، ديسي دانتن، أحمد وهبي، ملك الريغي بوب مارلي وأخرين. حازت المجموعة على عدد من الجوائز يبقى من أبرزها جائزة القرص الذهبي التي تسلمها أعضاء المجموعة من يد الرئيس الفلسطيني الراحل ياسر عرفات في أواسط الثمانينات بالعاصمة الفرنسية باريس، الذي اشاد بالمجموعة وعبر عن تؤثره بكلمات أغنية فلسطين التي تعتبر من إحدى روائع المجموعة والتي ألفها شهيد الكلمة الراحل محمد باطما.
افل نجم مجموعة لمشاهب في اواسط الثمانينيات من القرن العشرين نتيجة لعدد من الانشقاقات بداخلها والتي تٱرجحت ما بين اختلاف الرؤى الفنية لأعضائها وتغييب المصلحة العليا للمجموعة، بالإضافة إلى عدم وجود وكيل أعمال فعلي للمجموعة الذي بمقدوره تاطير أعضاء المجموعة على المستوى النفسي واحتواء كل ما من شأنه زعزعة استقرار المجموعة.
ما إن بدأت المجموعة بتدارك الاخطاء التي سقطت فيها في السابق وشرعت في رأب الصدع الذي خلفته كثرة الانقسامات والانقطاعات بداخلها مع اواسط التسعينيات، حتى غيب الموت عدد من أعضائها المميزين بداية بفقدان شهيد الكلمة محمد باطما سنة 2001، رحيل استاذ المجموعة الراحل مولاي الشريف العلوي لمراني سنة 2004، وصولا إلى رحيل صاحب الصوت الجذاب محمد السوسدي سنة 2012.

## أصل التسمية
كما جاء على لسان أحد مؤسسي المجموعة ومسؤولها الإداري الراحل محمد بختي فإن اسم لمشاهب هو فكرة أحد أصدقاء المجموعة الاستاذ بولمان، محام بهيئة مراكش، والذي إقتبسه من القرآن الكريم بالضبط سورة الحجر، الاية 18، بسم الله الرحمان الرحيم: «إِلَّا مَنِ اسْتَرَقَ السَّمْعَ فَأَتْبَعَهُ شِهَابٌ مُبِينٌ». صدق الله العظيم.

## 1972: نشأة وتأسيس لمشاهب
في خضم الحراك الفكري، السياسي والثقافي الذي كان يعرفه المغرب في اواخر الستينات وأوائل السبعينات من القرن الماضي، عرفت الساحة الموسيقية المغربية ميلاد الظاهرة الغيوانية التي وضع أسسها شباب قدموا من الحي المحمدي، بالدار البيضاء وأنشأوا مجموعة غنائية لقبت في بادئ الأمر بالدراويش الجدد قبل أن يتم تغيير اسم المجموعة بسرعة ليسقر على اسم ناس الغيوان. خلقت ناس الغيوان رجة ايجابية بداخل الساحة الفنية المغربية، حيث وجد رعيل من الشباب المغربي خاصة جيل اواخر الأربعينات وأوائل الخمسينيات من القرن الماضي ظالتهم في هذا اللون الذي يمزج ما بين كل ما هو موسيقي مغربي محض من كلمات، اهازيج، الحان، ومواويل، كما نجحت ناس الإيوان في كسب حب واحترام الشباب المغربي المتعطش لسماع كل ما من شأنه أن يحاكي همومه ومشاكله وان يتكلم بصوت من لا صوت له.
في سنة 1972، عاد الراحل مولاي الشريف العلوي لمراني إلى أرض الوطن بعد أن حاز على إجازته في التسيير من الجامعة الفرنسية الشهيرة السوربون، وكان مولاي الشريف قد تلقى منذ نعومة اظافره تكوينا موسيقيا مميزا إستهله مع والده الراحل مولاي امبارك العلوي لمراني الذي كان رئيس الجوق الوطني بوهران، وأتمه مع أحد أعلام الموسيقى الجزائرية الراحل الاستاذ أحمد وهبي. كان مولاي الشريف يرتاد أحد المقاهي الشعبية المشهورة بمدينة الدار البيضاء (مقهى لاكوميدي) وقد بدأ هذا الاخير بخلق اسم له وسط الشبان الموسيقيين الذين كان يرتادون ذلك المقهى، إذ عرف هذا الاخير بثقافته الواسعة، صلابة تكوينه الموسيقي، إتقانه لهندسة الصوت، زيادة على براعته في العزف على آلات الموندولين، القيتار، والسيتار، مما جعله يلتحق آنذاك بمجموعة الايادي الذهبية (Golden Hands) والتي كان تضم الات عصرية (الباتري، القيتار، الباص، الاورغن، التومبا) وكانت جل اغانيها باللغة الإنجليزية.
لم يعمر مولاي الشريف طويلا مع مجموعة الانامل الذهبية لأنه كان مهووسا بفكرة إنشاء مجموعة موسيقية على شاكلة ناس الغيوان، بكلمات والحان وتوزيعات موسيقية مغربية صرفة فشاء القدر في أحد أيام 1972، أن يلتقي مولاي الشريف بمقهى لاكوميدي بالمسؤول الإداري السابق لمجموعة ناس الغيوان الراحل الاستاذ محمد بختي، الذي كان إنفصل لتوه عن ناس الغيوان لاسباب غامضة، والذي عبر له مولاي الشريف عن إعجابه الشديد بمجموعة ناس الغيوان ورغبته في تكوين مجموعة على شاكلتها. من جهته، لم يتردد الاستاذ بختي في دراسة طلب مولاي الشريف وأخبره عن تواجد مجموعة طيور الغربة التي قدمت من مدينة مراكش لتسجيل البوم بالدار البيضاء لكن لم يحالفها الحظ في ذلك. إلتقى مولاي الشريف وبختي فيما بعد، بالإخوان محمد وأحمد (المعروف في الأوساط الفنية باحميدة) الباهيري عن مجموعة طيور الغربة المراكشية اللذين إستقروا بمدينة الدار البيضاء بحثا عن افاق جديدة لمجموعتهم، وبعد تدارسهم لعدد من النقط أخبر الاخوان الباهيري الشريف بتواجد شابة يافعة في الخامسة عشر من عمرها بداخل مجموعة طيور الغربة، لديها صوت طروب ومن شأنها تقديم الإضافة للمجموعة، خاصة وان مجموعات الظاهرة الغيوانية كانت تعرف قلة تواجد العنصر النسوي بداخلها، باستتناء الفنانة سكينة الصفدي بداخل مجموعة جيل جيلالة، وتاسيس مجموعة بنات لغيوان فيما بعد على يد الاخوين الباهيري في أوائل التمانينات من القرن الماضي.
انتقل مولاي الشريف، بختي، والاخوان الباهيري لمدينة مراكش لاقناع والدة الشابة سعيدة بيروك بالموافقة على سفرها إلى مدينة الدار البيضاء قصد الخوض في تجربة فنية جديدة برفقة أبناء حييها الاخوان الباهيري والشريف، فاجابت والدة الفنانة سعيدة بيروك بالقبول بعد أن قدم الاستاذ بختي كل الضمانات الممكنة لوالدتها، موضحا ان سعيدة ستقطن برفقة أسرته الصغيرة معتبرا إياها ابنته من الآن فصاعدا وسيعاملها معاملة الأب لابنته. في اواسط 1972، احيت لمشاهب سهرة بسينما الملكي بالحي المحمدي، والتي كانت بمثابة امتحان حقيقي للمجموعة نظرا لتوافد عدد كبير من الشباب على سهرات المجوعات الغنائية التي كانت تنظم بهذه السينما، وكذلك لتواجد السينما بقلب الحي المحمدي، الحي الذي إنبثقت منه الشرارة الأولى للظاهرة الغيوانية والذي ينحدر منه جل أعضاء ناس الغيوان. نالت لمشاهب إستحسان الجمهور خلال تلك السهرة، وكان من بين الحضور الراحل محمد باطما الذي بعد نهاية الحفل عبر عن رغبته في الانضمام لمجموعة لمشاهب وإعجابه الشديد بطريقة عزف مولاي الشريف وأداء الفنانة سعيدة بيروك الذي ستجمعه بها علاقة حب ستتوج بزواجهما في سنة 1974.
سجلت المجموعة سنة 1972، أول شريط لها تحت عنوان: شوف ليك من غير الكاس دواء للراس وهوى وين، كما قامت في نفس السنة بجولة مع الخطوط الملكية المغربية بعدد من العواصم وشاركت برفقة فنانين مرموقين كالاستاذ عبد الهادي بلخياط، حميد الزاهر وآخرون. شكلت هذه الجولة منعطفا حقيقيا في تاريخ لمشاهب، إذ بعد نشوب صراع وتلاسن حاد بين احميدة الباهيري والفنان حميد الزاهر أثناء الجولة، قرر الاستاذ بختي فصل احميدة عن المجموعة الشيء الذي لم يستصغه أخيه محمد الذي طالب هو الآخر بإعفاءه من مهامه داخل المجموعة.

## أواخر سنة 1972: تجديد الفرقة
بعد رحيل الاخوان الباهيري ظل تفكير الاستاذ بختي ومولاي الشريف منصبا على البحث عن أعضاء جدد من شأنهم إعطاء دفعة قوية للمجموعة، فتأتى له ذلك في أوئل سنة 1973، إذ كانت هناك مجموعة غنائية تدعى الدقة  قد عادت للتو إلى أرض الوطن بعد قيامها بجولة بهولاندا، وقد إتفق أعضاؤها على حل المجموعة لاسباب غير معروفة، من بين أعضاء الدقة البارزين كان الراحل محمد السوسدي الذي عرف بجمالية صوته وعشقه للاغاني الهندية، الذي إلتحق بمجموعة لمشاهب في أوائل سنة 1973، وإقترح إضافة عنصر جديد إلى المجموعة كان قد جاوره بمجموعته الفنية السابقة ومعروفا بصداحة صوته وقلمه المتميز والذي لم يكن سوى الفنان مبارك جديد الشادلي، الأمر الذي لقي ترحيب وإشادة كل أعضاء المجموعة.

## 1975-1973: الشهرة
بعد أن إكتملت صفوف لمشاهب في أوائل سنة 1973، إنكب اعضاؤها بناديهم الذي كان متواجدا بحي الصخور السوداء على تحضير ثاني شريط للمجموعة بعنوان امانة والذي ضم أربعة قطع وهي: امانة، الواد، الطالب، الخيالة. لقي هذا الالبوم إستحسان الجمهور المغربي وشكلت امانة ورقة تعريف مميزة لمجموعة لمشاهب ولمدرستها مما جعلها محط إعجاب الجمهور المغربي ومصدر قلق العديد من المجموعات الغنائية المتواجدة في الساحة الفنية آنذاك.
في يوم 26 أكتوبر 1974، خيم الحزن على الظاهرة الغيوانية بعد الرحيل الفجائي لبوجمعة احكور، الملقب ب بوجميع أحد اقطاب الظاهرة ومؤسسي مجموعة ناس الإيوان، إذ قامت كل المجموعات الغنائية بإعلان حداد لمدة قاربت الأربعة أشهر لتستكمل نشاطاتها الفنية فيما بعد. في نفس السنة، اصدرت لمشاهب البوما بعنوان بغيت بلادي، سجل بفرنسا وتضمن قطع: بغيت بلادي، لقبيلة، الدنيا، حب الرمان، غارو منا، الواد، وخيي التي ترثي من خلالها المجموعة الراحل بوجميع، بحيث وظف الراحل مولاي الشريف في تلحين هذه الأغنية جملا موسيقية مقتبسة من رثاء قام به والده مولاي امبارك في حق الراحل اب الأمة الملك محمد الخامس، وذلك في الابيات الأربع الأولى من الأغنية:
- هادشي مكتوب والاجل وفات *** ملك الله عظيم بالواجب يحكم.
- رفيق الشبان مات على طفحات *** خلانا ومشى بالقلب يخمم.
- ما دوز صغرو ولا طيب الحياة *** كان يتمنى وقت يتسكم.
- مكتاب الله أمر بالممات *** الحكم توصل والحال مظلم.

على نفس الوثيرة صارت لمشاهب إذ أضحت تصدر ألبوما في السنة الواحدة، بحيث قامت المجموعة بإصدار البومها الرابع سنة 1975، بعنوان داويني الذي تم تسجيله بفرنسا، وتضمن خمس أغاني من بينها: داويني، وعدي يا وعدي، تشتت عش النسور، وا يامو دازت، طالت بي الأيام. خلق هذا الالبوم هو الآخر الحدث، إذ أبدع فيه كل أعضاء الجموعة بدون إستثناء أداء وكلمات وتوزيعا موسيقيا ولحنا، كما شكلت أغنية داويني من كلمات وتلحين الراحل محمد السوسدي - التي يحاكي من خلالها طول جلوسه في أحد أرصفة الدار البيضاء بحثا عن العمل وملله من كثرة الوعود الكاذبة التي تلقاها من مسؤولي إحدى الشركات والتي كان السوسدي يمني النفس بالالتحاق بها، قبل أن يكتب له الالتحاق بمجموعة لمشاهب وضمان استمرارية مشواره الفني - قطعة مرجعية في أرشيف المجموعة، إذ ان منذ تسجيلها الجمهور لا يكف عن طلب تاديتها من قبل لمشاهب أينما حلت وإرتحلت سواء داخل أو خارج أرض الوطن.

## 1983-1975: بداية المتاعب مع المخزن
أواخر سنة 1975، قررت سعيدة بيروك بعد استشارة باقي أعضاء لمشاهب بالتنحي عن المجموعة لكي تتفرغ لتربية مولودها المنتظر والذي لم يكن سوى الفنان الصامت طارق باطما. امام هذا القرار، لم يكن على مولاي الشريف وأصدقائه سوى البحث من جديد عن صوت تينور لكي يتم الهرمونية الصوتية التي كانت تزخر بها المجموعة من صوت الباص الشهيد الكلمة محمد باطما، وباريتون الراحل محمد السويدي، وتريبل مبارك جديد الشادلي.
في شهر دجنبر من سنة 1975، قدم إلى مجموعة لمشاهب شاب مراكشي ذو صوت عذب وطروب، كان لتوه قد إتصل عن مجموعة مراكشية تسمى النواس الحمراء، الفنان محمد حمادي كان هو ذلك الشاب المراكشي الذي قصد نادي لمشاهب آنذاك بحي الصخور السوداء قصد تجربة أداء في أفق الالتحاق بالمجموعة. أدى محمد حمادي لأعضاء المجموعة بعضا من المواويل من جملتها موال أغنية الشرع والذي عمل الراحل محمد باطما على إتمام كلمات القصيدة في مطلع سنة 1976.
لقي أداء حمادي كل الإستحسان والترحيب من طرف أعضاء المجموعة ومن تم دقت لمشاهب جرس الانكباب على رابع ألبوماتها بعنوان الحصلة، ومع ظهور وجه جديد على جاكيب الكاسيط الخاصة بهذا الألبوم وهو محمد حمادي.
ما إن أصدرت لمشاهب هذا الألبوم حتى كانت وفود الناس تتهافت على اقتناء ألبومها الأخير، إذ كان جمهور لمشاهب في ذلك الوقت مكونا من الطلبة والأساتذة الجامعيين والمفكرين والأدباء والفنانين.
كلما ظهر ملصق لمشاهب على سبورة أحد المسارح، أو صاح أحد المستشهرين بخبر إحياء لمشاهب لسهرة بإحدى الفضاءات عبر السيارات المزودة بمكبرات الصوت (إحدى طرق الدعاية التي كانت تستعمل في سنوات السبعينات)، إلا وتجد جمهور لمشاهب صغارا وكبارا يتهافتون على إيجاد أماكنهم داخل المسرح طمعا في صورة أو توقيع من أعضائها وإن كانوا أوفر حظا لمجالسة أعضائها في الكواليس أو التحدث معهم لبضع دقائق.
مع كل هذا النجاح، كانت عيون المخزن آنذاك تترصد كل تحرك للمشاهب بحكم أن أغاني المجموعة كسائر المجموعات الغنائية آنذاك تحاكي هموم ومشاكل الناس وتمرر رسائل تثقيفية وتوعوية لمتلقي أغاني المجموعة، فصارت المجموعة تكلف أحد المساعدين بجمع الألات والميكروفونات من الخشبة لأن رجال الشرطة كانوا يعملون على نقلهم قلما مرة مباشرة بعد انتهاء السهرة إلى مخفر الشرطة لإستنطاق كل منهم على حدى حول مغزى ومضمون كلمات بعض الأغاني والتي غالبا ما كانوا يجدونها مكتوبة بعناية من قبل رجال الشرطة، مع وجود خط أحمر تحت بعض الجمل.
مع كل هذه المضايقات، قرر أعضاء لمشاهب أن يصطحبوا معهم أصدقاء كثر خلال سهراتهم، لكي تعرف عائلاتهم على الأقل أي مخفر تم اقتيادهم إليه في كل مرة، كما عمل أعضاء لمشاهب على تغيير ملابسهم وارتداء النظارات السوداء والقبعات مع نهاية كل سهرة كي لا يقوم رجال الشرطة بالتعرف عليهم.
مع توالي الألبومات والنجاحات والشهرة الكاسحة التي حققتها لمشاهب، إستدعت المجموعة لأول مرة إلى دار الإذاعة لإحياء سهرة تدشين صندوق الإيداع والتدبير سنة 1976، برفقة الفنانة نعيمة سميح والثنائي الكوميدي قشبال وزروال. لم يفوت أعضاء المجموعة هذه الفرصة، فقاموا بأداء تلاث وصلات غنائية (الحصلة، بغيت بلادي، يا أهلي) بأداء أقل ما يقال عنه أنه رائع، انطلاقا من ملابس تحمل شهب نارية تدل على اسم لمشاهب، وطريقة وقوف على الخشبة على شكل نصف دائرة مع رجوع أعضاء المجموعة إلى وراء الخشبة تاركين الأضواء تسلط على من سيقوم بتقديم موال أو إذا ما كان مولاي الشريف سيقوم بتقسيم.
خلال أواسط السبعينات من القرن الماضي أحكمت مجموعة لمشاهب قبضتها على الساحة الفنية بحيث كان المنظمين يعتذرون في بعض الأحيان من الفنانين بسبب إلغاء وصلاتهم الغنائية لان الجمهور يريد أن تستمر مجموعة لمشاهب فوق الركح الأمر الذي لم يكن يرق الكثير منهم بطبيعة الحال. كما كانت المجموعة سباقة في إحياء جولة فنية برفقة الثنائي الكوميدي بزيز وباز  لفائدة الجنود المغاربة في الاقاليم الجنوبية للمملكة خلال أواخر السبعينات وفي كل ثكنة كانت المجموعة تستقبل بكل حفاوة وترحيب من قبل الجنود المغاربة. تكريما من مجموعة لمشاهب لبسالة واستماثة الجنود المغاربة في الدفاع عن كل حفنة تراب من وطنهم سجلت المجموعة البوما جديدا بعنوان الجنود والذي حمل 4 قطع خالدة وهي : فلسطين، يا لطيف، أجي نتسامحو والجنود
لم تكتف لمشاهب في إبداعاتها الفنية بالتطرق إلى مواضيع تهم المواطن المغربي لكن القومية العربية كانت حاضرة وبقوة ضمن أغاني المجموعة من خلال قطع عدوان على العراق، البوسنة، صلاح الدين، أطفال الحجارة، القارة السمراء، لكن تبقى قطعة فلسطين واحدة من روائع لمشاهب التي أبدع في كتابتها شهيد الكلمة محمد باطما إلى جانب قطع أخرى، وإنكب حمادي على تلحين موال الأغنية فيما عمل الراحل مولاي  الشريف لمراني على التوزيع الموسيقي للأغنية الذي إستغرق سنة كاملة.
كان أعضاء لمشاهب سنة 1981، بصدد مشاهدة فلم داخل سينما السعادة بالحي المحمدي، فإذا بشخص يصعد إلى المنصة حاملا بيده ميكروفونا مطالبا أعضاء مجموعة لمشاهب بالتقدم نحو الكواليس، فتوجه إلى كواليس السينما كل من محمد بختي، محمد باطما، ومولاي الشريف لمراني بينما لاذ بقية أعضاء المجموعة بالفرار مخافة إستنطاق جديد من طرف رجال الشرطة. مع وصولهم للكواليس وجد ما تبقى من أعضاء المجموعة هناك أشخاصا يخبرونهم أن الملك يدعوهم إلى حفل نجاح ولي العهد سيدي محمد بقصر الصخيرات. توجه أعضاء المجموعة إلى قصر الصخيرات وحضيت لمشاهب بشرف إحياء سهرة في القصر الملكي بالصخيرات وفي حضرة الملك السابق الحسن الثاني سنة 1981، بعد أن إجتاز ولي العهد أنذاك سيدي محمد امتحانات الباكلوريا بنجاح وقد أعجب الملك الراحل بقطعة بغيت بلادي إذ يحكى أن الملك طلب من الأستوديو القصر الملكي بتسجيل القطعة، وإقترح على المجموعة تغيير كلمة داخل قطعة مجمع العرب وبالضبط في الجملة القائلة : تيقولوا لعدا العرب تزلعوا *** مركبهم مكسور ماصابو علماء مقترحا التغيير التالي (تيقولوا لعدا العرب تزلعوا *** مركبهم مكسور ماصابو زعماء). بمجرد أداء حمادي لموال فلسطين طلب الملك الراحل من المجموعة عدم تأدية هذه القطعة لأن كلمة فلسطين تشغل بال الملك منذ استيقاظه إلى حين خلوده للنوم.
جرت العادة أن يغدق الملك على ظيوفه وخاصة الفنانين منهم ببعض الهدايا والإتاوات، ان بعد انتهاء الوصلة الغنائية الخاصة بالمجموعة طلب الملك الراحل من أعضاء المجموعة إذ يهموا بتقديم طلباتهم أو ما إذا كانوا بحاجة إلى شيء ما، لكن أنفة وعزة أعضاء المجموعة لم تسمح لهم أن يطلبوا شيئا من الملك، فأجابوا قائلين: (بغينا رضاكم يا مولاي) فتبسم الملك الراحل وأخبر أعضاء المجموعة عن إعجابه بأعمال المجموعة وعن رضاه عنهم مضيفا أن لمشاهب أبناءه ويمكنهم التنقل في بلدهم المغرب دون بطائق الهوية حتى.
رغم كل ما حققته لمشاهب من نجاحات باهرة واكتساح للساحة الفنية المغربية في أواسط سنوات السبعينات، إلا أن لمشاهب عرفت سنوات عجاف ومراحل فراغ كادت أن تعصف بالوجود الفني المجموعة. الغريب في الأمر أن كل أعضاء المجموعة يؤكدون أن سبب شتات المجموعة في كل مرة هو الحصار الخانق الذي ضربه رجال الأمن على المجموعة بعد أن حققت ما حققته في أوساط الطبقة المثقفة بالمغرب خاصة والمواطن المغربي بصفة عامة.
قي 2012 رحيل محمد السوسدي أحد أبرز الفنانيين الموسييقين في فرقة لمشاهب 
في 2015، عادت الفرقة للظهور وأحيت حفلا خلال المهرجان الدولي للموسيقى بالجزائر العاصمة،

## أعضاء فرقة لمشاهب
- 1972 : مولاي الشريف العمراني مندولين
- 1972 : سعيدة بيروك مغنية
- 1972 : الإخوة البحيري مغني`ة
- 1974 : محمد باطما ملحن وشاعر غنائي
- 1975 : محمد السوسدي ملحن وشاعر غنائي
- 1975 : مبارك الشاذلي ملحن وشاعر غنائي
- 1976 : محمد حمادي ملحن وشاعر غنائي
- 1974 : البختي محمد مؤسس مجموعة.

## الأعمال
- 1973 : أمانة
- 1974 : داويني
- 1978 : خليلي
- 1981 : العالم
- 1984 : الصفا
- 1986 : الدنيا
- 1988 : مجنون هاد العالم
- 1990 : يوم كنتي معايا
- 1996 : البحر
- 2000 : صلاح الدين
- 2002 : شبح القيامة